# Petriano
Petriano település Olaszországban, Marche régióban, Pesaro és Urbino megyében. Lakosainak száma 2762 fő (2023. január 1.). Petriano Montefelcino, Urbino és Vallefoglia községekkel határos.

## Népesség
A település lakossága az elmúlt években az alábbi módon változott:
| Lakosok száma | 2795 | 2781 | 2762 |
|               | 2017 | 2018 | 2023 |